# Savica
Savica (IPA: [saˈʋiːtsa]) è un insediamento (naselje) di 76 abitanti, della municipalità di Bohinj nella regione statistica dell'Alta Carniola in Slovenia.